# Joy-Maria Frederiksen
Joy-Maria Frederiksen (* 21. Mai 1964 in Kopenhagen) ist eine dänische Schauspielerin.

## Leben und Wirken
Joy-Maria Frederiksen ist die Tochter des Restaurators Jess Røssel und der Kostümbildnerin Lise-Lotte Frederiksen. Sie wuchs in Kopenhagen auf.
Sie absolvierte ihre Schauspielausbildung von 1987 bis 1991 an der Staatlichen Theaterschule in Kopenhagen. Ihr Bühnendebüt als Darstellerin hatte sie im Jahr 1992 am Königlichen Theater Kopenhagen, wo sie bis 1995 als festes Ensemblemitglied engagiert war. Danach stand sie in zahlreichen Theaterstücken und Musicals auf der Bühne, unter anderem auch am Odense Teater oder am Gronnegards-Theater.
Seit 1990 wirkte Frederiksen in mehr als 20 Film-und-Fernsehproduktionen als Schauspielerin mit. Sie führte bei zwei Spielfilmen die Regie. Zudem ist sie auch als Synchronsprecherin für Animationsfilme und Zeichentrickfilme tätig.
Frederiksen ist seit dem 28. Juni 1992 mit dem Schauspieler Niels Olsen verheiratet. Das Paar hat eine gemeinsame Tochter.

## Filmografie
- 1990: Parlob
- 1991: De nogne Traeer
- 1993: Roser og persille
- 1993: Schwarze Ernte
- 1994: Tango für Drei
- 1994: Kalder Katrine!
- 1995: Jeg ville onske for dig...
- 1997: Taxa (Fernsehserie)
- 1997–1998: TV-Ansjosen (Fernsehserie)
- 1998: Hvide logne
- 1998–1999: Pas pa Mor (Fernsehserie)
- 1998: Baby Doom
- 1999: Der einzig Richtige
- 2001: Kuren
- 2001: Mistaenkt
- 2001: Shake It All About
- 2002: Die Kinder meiner Schwester im Schnee
- 2003: Hodder rettet die Welt
- 2004: Helligtrekongersaften
- 2005–2006: Kroniken (Fernsehserie)
- 2006: Der Traum
- 2007: Alien Teacher
- 2007: Kommissarin Lund – Das Verbrechen (Fernsehserie, 3 Folgen)
- 2009: Remis
- 2011: Borgen – Gefährliche Seilschaften (Fernsehserie, 1 Folge)
- 2014: Speed Walking